# Colpodium tibeticum
Colpodium tibeticum är en gräsart som beskrevs av Norman Loftus Bor. Colpodium tibeticum ingår i släktet Colpodium, och familjen gräs.
Artens utbredningsområde är Tibet. Inga underarter finns listade i Catalogue of Life.